# Casino Estoril

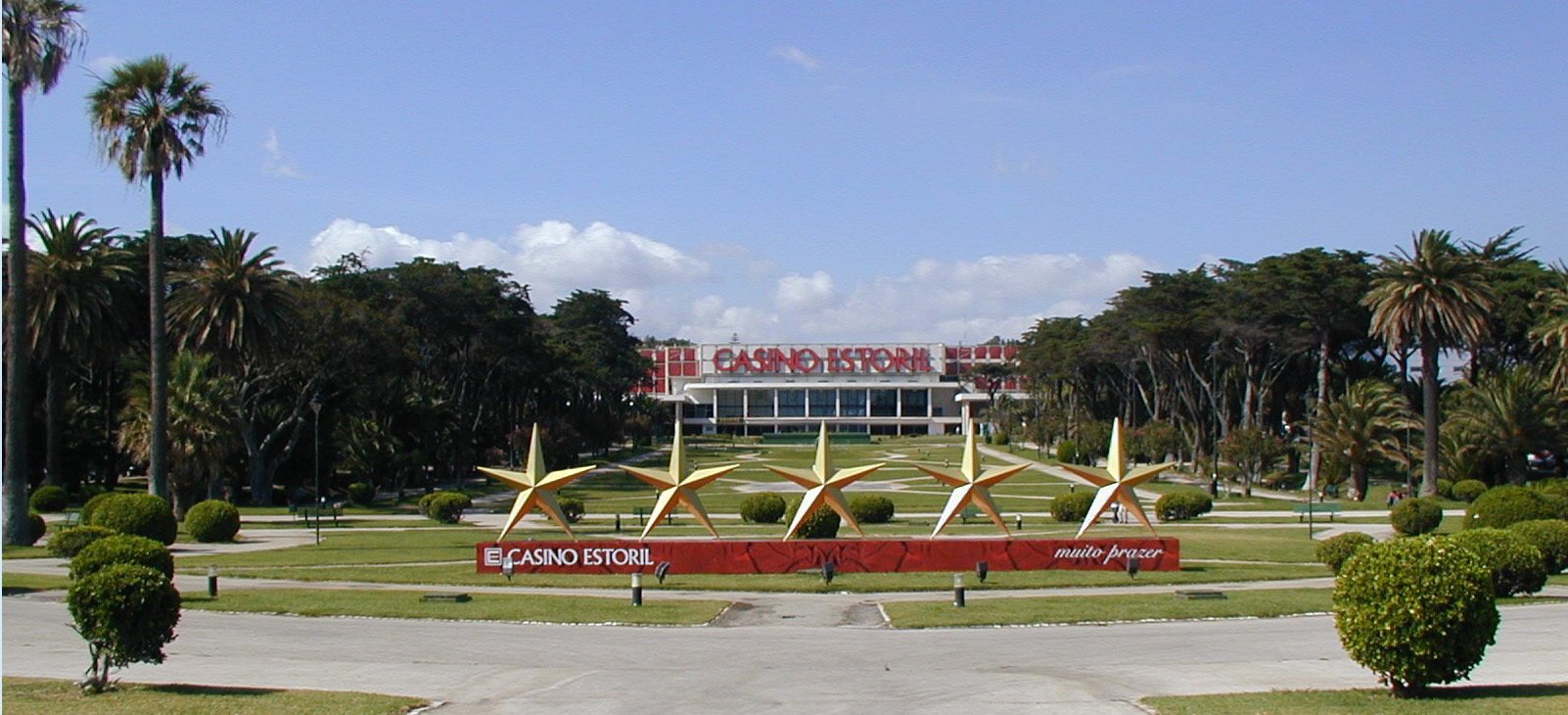
Das Casino Estoril

Das Casino Estoril, auch Casino do Estoril, ist eine Spielbank im portugiesischen Badeort Estoril, etwa 18 km westlich der Hauptstadt Lissabon.

## Geschichte
Das Casino wurde am 16. August 1931 von Teodoro dos Santos gegründet.
Im Zweiten Weltkrieg blieb Portugal neutral. Das von Diktator Salazar regierte Land wurde ein Treffpunkt internationaler Spione und Flüchtlinge, insbesondere die Hauptstadt Lissabon. Der James-Bond-Autor Ian Fleming ließ sich von den Geschichten aus dem Casino Estoril der Zeit inspirieren, und er spielte auch selbst dort. Das Casino war 1969 einer der Drehorte für den Film James Bond 007 – Im Geheimdienst Ihrer Majestät. Auch anderen Filmen diente das Casino Estoril als Kulisse, zuletzt für den preisgekrönten Film Tabu – Eine Geschichte von Liebe und Schuld von 2012.
Das Casino gehört heute Stanley Hos Unternehmen Estoril Sol, zusammen mit dem Casino Lisboa (in Macau, China) und dem Casino da Póvoa (in Póvoa de Varzim). Es ist auch ein bedeutender Veranstaltungsort für Konzerte, Ausstellungen, Shows u. a.
Die Betreiber des Casinos gerieten durch ihre Personalpolitik, insbesondere durch Entlassungswellen und Outsourcing, in die Schlagzeilen.

## Betrieb
Im Casino werden klassische Spiele am Tisch angeboten, wie Roulette, Black Jack, Banca francesa, u. a., dazu kommen über 1.000 Slot Machines, mit etwa 200 verschiedenen Modellen. Es ist damit das größte Casino Europas. Täglich werden ca. 350.000 Euro Gewinne ausgezahlt, Mindesteinsatz ist 1 Cent (Slot-Machines).
Verschiedene Restaurants und Bars sind Teil des Casinos, dazu eine Kunstgalerie und vier Veranstaltungssäle, für Veranstaltungen wie Konzerte, Shows, Galas, Filmpräsentationen u. a. Das Casino ist Austragungsstätte für landesweite Pokerturniere. Es hat täglich von 15.00 bis 3.00 Uhr geöffnet, und bleibt nur am 24. Dezember eines jeden Jahres geschlossen.